# Palazzo Cirella
Il Palazzo Cirella è un edificio di valore storico e architettonico della città di Napoli; si trova in via Toledo al civico n. 228.
Esso sostituì il collegio di San Francesco Saverio, dopo la cacciata dei Gesuiti dal Regno di Napoli del 1767. Dunque la sua edificazione risale certamente all'ultimo quarto del XVIII secolo.
Appartenne alla famiglia nobiliare dei Catalano Gonzaga, che possedeva il titolo nobiliare di Duchi di Cirella.
Il palazzo presenta un bel cortile con un fondale di ispirazione vanvitelliana, in cui trovano posto una nicchia ornata con una scultura di epoca tardo-manierista ed uno scalone.
L'immobile ha importanza soprattutto dal punto di vista storico, in quanto davanti all'edificio i rivoltosi del 1848 vi eressero le barricate; gli stessi proprietari del palazzo dell'epoca, di idee liberali, presero parte ai moti ed il fratello del Duca Catalano Gonzaga venne condannato a morte in contumacia.

## Galleria d'immagini

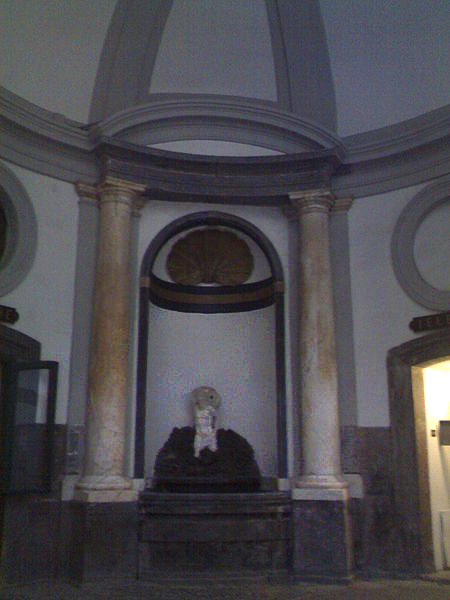
La fontana (prospetto principale)
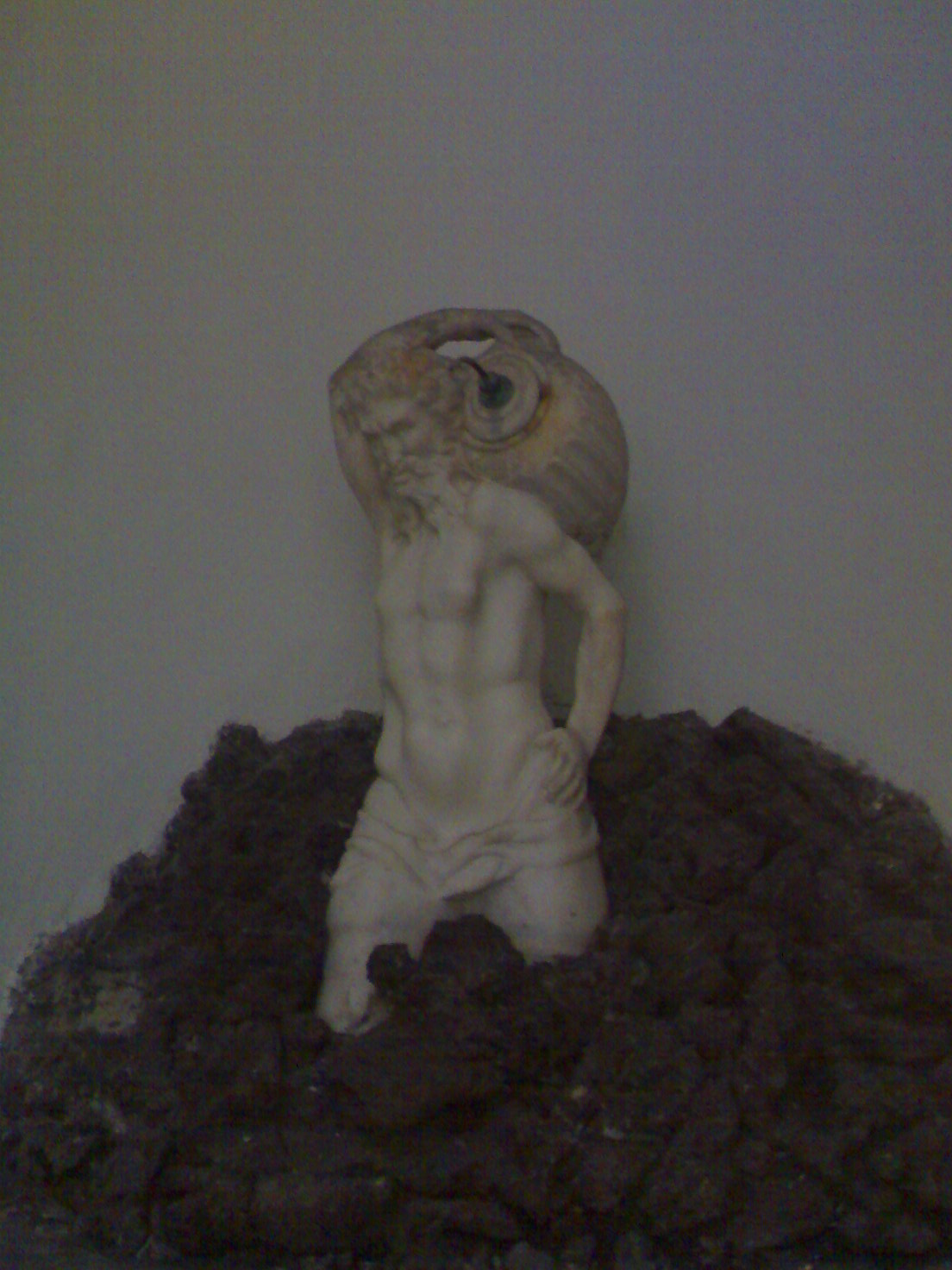
La fontana tardo-manierista, particolare
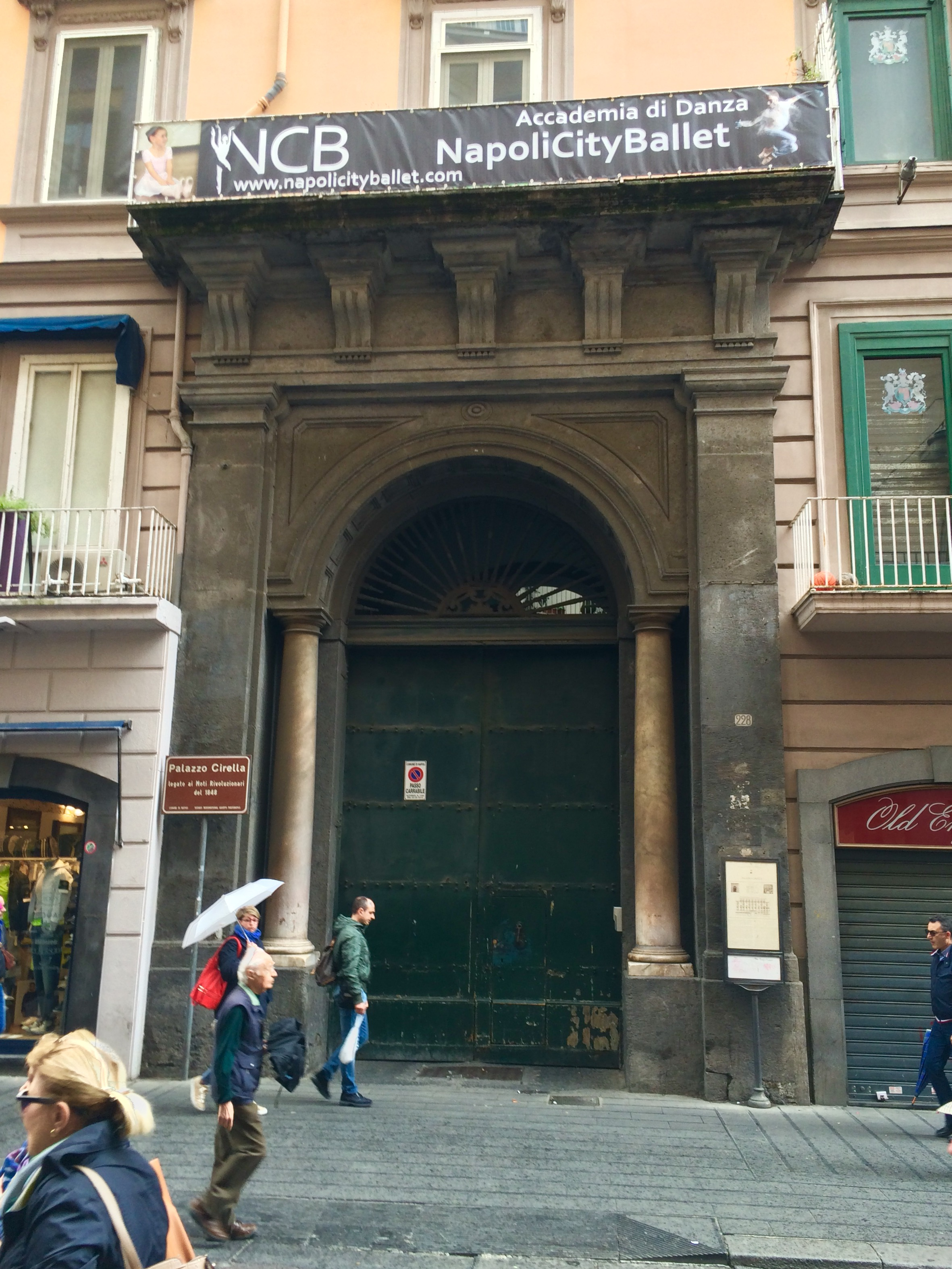
Il portale del palazzo